# امیرحسین دلبری
امیرحسین دلبری با نام اختصاری الف‌دال (زادهٔ ۱۳۶۱) جواهرساز و مجسمه‌ساز ایرانی است.
دلبری در ۱۳۶۱ در سبزوار متولد شد. شغل خانوادهٔ پدری‌اش جواهرسازی بود. از سوم ابتدایی خوشنویسی را در مدرسه آغاز کرد. سفالگری را نیز نزد آقای گنابادی در سبزوار شروع کرد. از ۱۶ سالگی به واسطهٔ شوهرعمهٔ طلاسازش وارد عرصهٔ جواهرسازی شد و النگوسازی را نزد آقا جواد عرب در محلهٔ ناصرخسرو تهران آموخت. علی‌رغم میل خانوادهٔ مذهبی‌اش، به کارهای هنری روی آورد. از سال ۱۳۷۹، به‌طور جدی به «جواهرسازی معاصر» پرداخت. آشنایی او با دوستی در ایتالیا که در زمینهٔ طراحی جواهر تحصیل می‌کرد، نقطهٔ عطفی در فعالیت‌های او شد. نزد پرویز تناولی شاگردی کرد. از انگلستان، دیپلم طراحی جواهرات اینترنشنال جمولوژی (گوهرشناسی) و ساخت تکنیک گُلد (طلا) گرفت. او از اولین هنرمندان ایرانی است که جواهرات هنری ساخت و آثارش را در گالری‌های تهران به نمایش گذاشت. تا سال ۱۳۹۸ چهارده نمایشگاه انفرادی برپا کرده و در چندین نمایشگاه گروهی در داخل و خارج از ایران شرکت داشته‌است.
تهران، مشهد، تورنتو، ونکوور، پاریس، لندن و دهلی‌نو از جمله شهرهایی‌اند که میزبان آثار دلبری  بوده‌اند. آثار دلبری در گالری‌های ثالث، روژ، رها، نیکلاس فلامل پاریس، گالری ۶۶ تهران، گالری تابستان و پاییز خانه هنرمندان و … به نمایش درآمده است.

دلبری در زمینهٔ جواهرسازی تدریس نیز می‌کند. در سال ۱۳۹۳ کتابی با عنوان جواهرات شاعرانه با مقدمه‌ای از آیدین آغداشلو را رونمایی کرد که مجموعه آثار او از سال ۱۳۸۷ تا ۱۳۹۲ را در بر می‌گیرد. نوبت عاشقی و این‌گونه شیوه‌های مدارا عناوین دو کتاب دیگر او در زمینهٔ جواهرسازی هستند.
آثار دلبری تک‌نسخه هستند و به گفتهٔ خودش، پس از فروش حتی خود او نیز به آن‌ها دسترسی ندارد. او برای آثارش از طلا استفاده نمی‌کند و در عوض از فلز کم‌ارزش‌تر نقره استفاده می‌کند تا ارزش آثارش تحت تأثیر «مَتِریال» طلا قرار نگیرند و در اختیار عموم مردم باشد. به قول خودش «نقره کار می‌کنم چون می‌خواهم هنری را بر روی آن پیاده کنم که به او ارزشی بیش از طلا دهد».
دلبری سابقاً به خوشنویسی نیز می‌پرداخته ولی آن را کنار گذاشته‌است تا اختصاصاً به جواهرسازی بپردازد.